# 朱路
朱路（？—？），江蘇省海州直隸州人，清朝政治人物、同進士出身。
光緒十五年（1889年），参加光緒己丑科殿試，登進士三甲105名。同年五月，授内阁中书。